# Репа
Репа (Brassica rapa) је двогодишња (понекад једногодишња) зељаста биљка из фамилије купуса (Brassicaceae). Настала је у планинским пределима око Медитерана (оромедитеран), одакле се брзо проширила у ареал свог природног распрострањења — читаву Европу. Услед гајења репа проширена на све континенте (најраније у Азију). Репа се гаји као индустријска и прехрамбена биљка — за добијање уља, за исхрану домаћих животиња и људи.

## Опис биљке
Репа има стабло висине до 2 m, најчешће гранато. Корен јој је репасто задебљао или танко вретенаст. Доњи листови су са лисним дршкама и перасто дељени, док су средњи листови стабла седећи и недељени. Цветови су жуте боје, у збијеној гроздастој цвасти.

## Порекло
Постоје докази који указују на припитомљавање репе пре 15 века п. н. е. у Индији (Индија).
Репа је била позната биљка како Грцима (Стара Грчка, а после и хеленистичке краљевине), тако и Римљанима (Римска република), што додатно подржава хипотезу да је репа припитомљена пре настанка римско-грчке цивилизације.
Сапфа, старогрчка песникиња из седмог века п. н. е., називала је једну од својих љубавница Gongýla „репа”. Зохарије и Хопф прибележавају, „скоро и да не постоје археолошки подаци”. Дивље форме рена и његових рођака сенф и ротквица се могу наћи свуда по западној Азији и Европи, што наговештава да се припитомљавање догодило у том пределу. Али Зохарије и Хопф ѕакључују, „Наговештаји о пореклу ових биљака се нужно ослањају на лингвистичка запажања”.

## Гајене сорте
Постоји седам описаних варијетета репе који су настали доместификацијом:
- var.
- var.  — кинески купус
- var.
- var.
- var.
- var.  — кинески купус, напа
- var.  — репа, репица, рапини

## Галерија гајених сорти
- Репа
- Кинески купус